# Домик в Коломне (фильм)
«Домик в Коломне» (1913) — немая художественная короткометражная комедия Петра Чардынина по мотивам одноимённой поэмы Пушкина.

## Сюжет
Пожилая вдова (Прасковья Максимова) живёт в собственном домике с незамужней дочерью Парашей (Софья Гославская). Вдова просит дочь найти недорогую кухарку. Параша приводит в дом под видом кухарки Мавруши переодетого в женское платье офицера (Иван Мозжухин), в которого она влюблена. Этот водевильный маскарад приводит к целому ряду забавных ситуаций. В конце концов вдова застает «Маврушу» за бритьем утренней щетины, и обман раскрывается.

## Оценки
- Софья Гославская относила роль Параши к числу своих творческих удач[2].
- Киновед Нея Зоркая о фильме:

Фильм  признан — и справедливо! — жемчужиной  раннего   русского   кинематографа. Блистательна, отработана   до мельчайшей  детали  игра  Ивана  Мозжухина — гусара, он же кухарка Мавруша, продумано и его остроумное экранное «травести» (когда  гусар, забывшись, лихо поднимает ситцевую юбку и достаёт из  брюк портсигар, когда прячет смиренно сложенные мужские  руки под фартук и  т. п.). Тщательно воссоздан быт, а  ныне лента являет ещё  и ценность историческую, этнографическую .
- Из книги «Кино Серебряного века» (2005):

«Домик в Коломне» (1913) и по сию пору не утратил очарования, смешит и радует: классическая литературная основа (маленький шедевр эротической лирики Пушкина), полная изящного юмора и острой характерности игра Мозжухина в роли гусара-кухарки; лёгким штрихом обрисованный быт . 

## Доступность и версии
Фильм вышел на экраны 1 ноября 1913 года. К XXI веку перешёл в общественное достояние.
Фильм доступен на DVD-сборнике «Ночь перед Рождеством», выпущенном в серии «Великий немой» в марте 2009 года. Однако для этого издания картинка не реставрировалась, а русские интертитры смешиваются с неотключаемыми английскими субтитрами.
В 2011 году киностудия «Декаданс» (Санкт-Петербург) выпустила версию фильма с новыми русскими интертитрами и показала картину в Библиотеке им. В. В. Маяковского на лекции Николая Сергеевича Онегина.